# Densígraf
Un densígraf és una màquina que serveix per mesurar la qualitat en el procés de producció de la farina. Registra els valors principals de la farina en el procés de panificació. Per fer-ho servir, cal omplir el recipient de vidre amb aigua i anar-la escalfant a la temperatura desitjada mitjançant la resistència que va connectada al corrent elèctric. Un cop calenta, s'afegeix la farina que es vol analitzar i es forma la massa. Arribats a aquest punt, l'aparell calcula el temps que triga la massa a desfer-se, tot enregistrant l'activitat enzimàtica, el punt òptim de cocció, la tenacitat, l'estabilitat, la força general i l'equilibri d'aquesta. Un cop finalitzat l'anàlisi, l'aparell imprimeix una gràfica amb els resultats. Per poder fer servir un densígraf correctament cal que vagi acompanyat d'una sèrie d'accessoris, com un termòmetre, un mesurador i una resistència, entre d'altres.
A l'Ecomuseu-Farinera de Castelló d'Empúries es conserva un densígraf provinent de la Farinera El Posojal SA, una empresa de Celrà inaugurada el 1931 i que va tancar el 2007. Quan va tancar l'empresa, el col·leccionista Víctor García Torres va adquirir aquest aparell i el va donar a l'Ecomuseu el desembre de 2009.